# Synagoge (Přívoz)

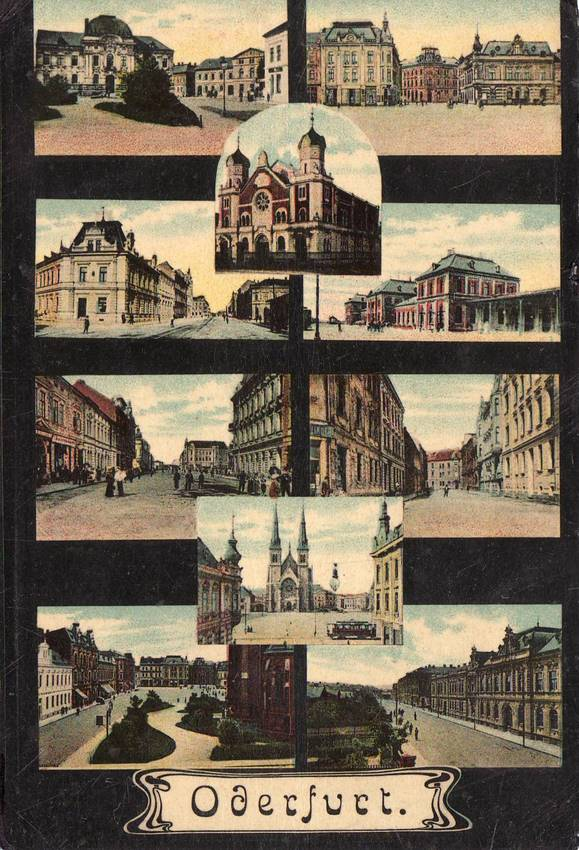
Ansichtskarte mit der Synagoge in Přívoz (oben Mitte)

Die Synagoge in Přívoz (deutsch Priwoz oder Oderfurt), seit 1924 ein Ortsteil der Stadt Ostrava in Tschechien, wurde 1904 errichtet und am 10. Juni 1939 von den deutschen Besatzern niedergebrannt.